# Yokohama Rubber Company
Yokohama Rubber Company (яп. 横浜ゴム株式会社) — японська компанія, виробник шин, труб і РВТ.
Компанія заснована в 1917 році. Штаб-квартира розташована в Токіо. Компанія має представництва в ОАЕ, Саудівській Аравії і Сінгапурі. Президент компанії — Таданобу Наґумо. Персонал — понад 16 000 осіб.
Крім широкого спектра автомобільних шин, компанія виробляє авіаційні шини, шланги високого тиску, ущільнювальні матеріали, спортивні товари.
Компанія випускає автомобільні шини під наступними торговельними марками: ADVAN, Geolandar, A.drive, C.drive, S.drive, W.drive, AVS dB decibel, WINTER*T, iceGUARD, Parada.
Є постачальником шин для багатьох автогоночних серій.
Компанія спеціалізується на створенні довговічних профілів протектора для зниження опору коченню, забезпечення кращої економії палива та збільшення терміну служби протектора. Крім того, у кожній моделі використовується технологія крокового малюнка протектора, що дозволяє водіям насолоджуватися плавною та безшумною їздою.

## Історія компанії
Yokohama Rubber Company — одна із найбільших компаній по виробництву шин у світі. Японський бізнесмен Ісшебей Фурукава - мідний король, ще в 1877 році купує у японського уряду шахту, і організовує компанію, яка згодом стане однією з 15 найбільших компаній Японії - "Furukawa Zaibatsu" (古河財閥).
Сьогодні в назві багатьох компаній Японії слово "Furukawa" означає, що воно належить виробництву шин. 
Японський виробник шин почав існувати 13 вересня 1917 року, в результаті злиття Американської компанії виробництва шин "BF Goodrich" [Архівовано 5 серпня 2019 у Wayback Machine.] та японської Furukawa Cable Manufacturing.
У 1921 році компанія запустила у виробництво металокордні шини, в три рази міцніші, ніж раніше, що зробило ї дуже популярною на японських дорогах. У тому ж році він почав продавати гумові конвеєрні стрічки, використовувані в багатьох галузях промисловості. Вони вийшли на міжнародний ринок в 1934 році, після патентування шланга, залитого маслом. Переломним моментом у розвитку Yokohama Rubber став 1935 рік, коли він почав поставляти шини для великих японських автовиробників Nissan і Toyota.
Yokohama Rubber Company стає найбільшим постачальником шин для імператорського будинку. Чутки про велику репутацію компанії дійшли до імператорського господарювання, яке зробило замовлення на розроблення автомобіля імператора Японії. Щоб розробити спеціальні шини, зайняло майже 1,5 року, після чого у виробництво вийшли 24 шини.
У 1939 році, Yokohama виготовляє свій перший синтетичний каучук.
Під час Другої світової війни, зокрема, компанія почала виробництво деталей для літаків і авіаційних шин. Також працював на розвиток автомобільних шин.

## Партнерство
У 80-х і 90-х Yokohama уклала низку спільних умов з підприємствами, серед яких, Малайзія і Сполучені Штати, а також купила (в цілому або в частині), багато компаній з гумової промисловості. Ці заходи були розроблені, щоб протистояти сильній конкуренції, зокрема, від лідера світового ринку Michelin.

2001 - Yokohama виділяється як лідер у виробництві шин для потужних автомобілів;

2003 - Yokohama стала офіційним постачальником шин для гонок на Infineon Raceway;

2005 - Yokohama стала офіційним постачальником шин для гоночних Laguna Seca; стала уповноваженим постачальником заміни шин для Ford Motor Company;
2006 - шини Yokohama представляють екологічно чисті технології виробництва шин ™ за рахунок використання апельсинової олії;

## Дочірні компанії
- YOKOHAMA TIRE CORPORATION
- YOKOHAMA TIRE (CANADA) INC
- YOKOHAMA TYRE AUSTRALIA PTY., LT）
- YOKOHAMA EUROPE GmbH
- YOKOHAMA TIRE PHILIPPINES, INC.
- YOKOHAMA TYRE VIETNAM INC.
- HANGZHOU YOKOHAMA TIRE CO., LTD.
- YOKOHAMA TIRE MANUFACTURING （THAILAND） CO.,LTD.
- YOKOHAMA RUBBER （THAILAND） CO., LTD.